# Юбилейная медаль «50 лет Вооружённых Сил СССР»
Юбилейная медаль «50 лет Вооружённых Сил СССР» учреждена Указом Президиума Верховного Совета СССР от 26 декабря 1967 года в ознаменование 50-й годовщины Вооружённых Сил СССР. Автор рисунка медали — художник А. Б. Жук.

## Статут
Юбилейной медалью «50 лет Вооружённых Сил СССР» награждаются:
- маршалы, генералы, адмиралы, офицеры, а также старшины, сержанты, солдаты и матросы сверхсрочной службы, состоящие к 23 февраля 1968 года в кадрах Советской Армии, Военно-Морского Флота, войск Министерства охраны общественного порядка СССР, войск и органов КГБ при Совете Министров СССР;
- слушатели и курсанты военно-учебных заведений Советской Армии, Военно-Морского Флота, войск Министерства охраны общественного порядка СССР, войск и органов КГБ при Совете Министров СССР;
- маршалы, генералы, адмиралы, офицеры и сверхсрочнослужащие, уволенные с действительной военной службы в запас или отставку и имеющие выслугу лет в Советской Армии, Военно-Морском Флоте, войсках Министерства охраны общественного порядка СССР, войсках и органах КГБ при Совете Министров СССР 20 и более календарных лет;
- Герои Советского Союза и лица, награждённые орденами Славы трёх степеней.

Награждение юбилейной медалью распространено:
- на бывших красногвардейцев,
- военнослужащих, принимавших участие в боевых действиях по защите Советской Родины в рядах Вооружённых Сил СССР,
- лиц, удостоенных в период прохождения действительной военной службы орденов СССР или медалей:
  - «За отвагу»
  - Ушакова
  - «За боевые заслуги»
  - Нахимова
  - «За отличие в охране государственной границы СССР»
  - «За трудовую доблесть»
  - «За трудовое отличие»
- на партизан гражданской войны и Великой Отечественной войны 1941—1945 гг.

Юбилейная медаль «50 лет Вооружённых Сил СССР» носится на левой стороне груди и при наличии других медалей СССР располагается после юбилейной медали «40 лет Вооружённых Сил СССР».
По состоянию на 1 января 1995 года юбилейной медалью «50 лет Вооружённых Сил СССР» награждено приблизительно 9 527 270 человек.

## Описание медали
Юбилейная медаль «50 лет Вооружённых Сил СССР» изготавливалась из латуни, золотистого цвета, имеет форму правильного круга диаметром 37 мм.
На лицевой стороне медали помещена пятиконечная красная эмалевая звезда. Звезда располагается на фоне пяти пучков лучей, выходящих из-под тупых углов звезды. В средней части звезды — круг диаметром 19 мм, на матовом фоне которого помещено профильное погрудное изображение двух солдат Советской Армии в буденовке и каске. По краям круга юбилейные даты: «1918» и «1968». Вокруг звезды изображен венок: левая ветвь венка — из лавровых листьев, правая — из дубовых.
На оборотной стороне медали в верхней части — пятиконечная звезда, в средней части которой на матовом фоне — изображение молота и плуга. Ниже звёздочки надпись: «ПЯТЬДЕСЯТ ЛЕТ ВООРУЖЕННЫХ СИЛ СССР».
Края медали окаймлены бортиком. Все надписи и изображения на медали выпуклые.
Медаль при помощи ушка и кольца соединяется с пятиугольной колодкой, обтянутой шёлковой муаровой лентой бирюзового цвета шириной 24 мм. Посередине ленты продольная белая полоска шириной 2 мм, справа и слева от которой расположены красная и белая полоски. Ширина красной полоски 2 мм, белой — 0,5 мм.